# 汉斯·莱姆
汉斯·莱姆（挪威語：Hans Lem，1888年11月19日—1962年5月1日），生于奥斯陆，挪威男子竞技体操运动员。他曾获得1908年夏季奥运会体操比赛男子团体全能银牌。他于1962年在美国布鲁克林去世。